# 扎戈拉 (佐洛喬夫區)
49°38′28″N 24°57′34″E / 49.64111°N 24.95944°E
扎戈拉（烏克蘭語：Загора），是烏克蘭西部的村莊，隸屬利維夫州的佐洛奇夫區。該村始建於1700年，面積0.32平方公里，人口18，人口密度每平方公里62.89人。